# 乌尔丽克·冯·莱韦措

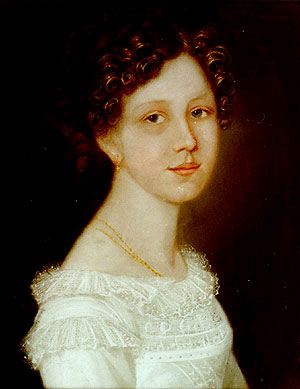

乌尔丽克·冯·莱韦措（Ulrike von Levetzow）女男爵（1804年2月4日—1899年11月13日）是约翰·沃尔夫冈·冯·歌德的朋友、戀慕者。

## 生平
1804年2月4日，乌尔丽克·冯·莱韦措出生在萨克森的莱比锡，是梅克伦堡·什未林公爵内侍官约阿希姆·奥托·乌尔里希·冯·莱韦措及其妻子阿玛莉·冯·莱韦措的女儿。1821年，她17岁时在玛丽亚温泉市见到了歌德，1822年和1823年又在卡尔斯巴德再次相遇。年已72岁的诗人被她的才智和美貌迷住，想和她结婚，敦促萨克森-魏玛-艾森纳赫大公卡尔·奥古斯特以自己的名义向她求婚。被拒绝后，他前往图林根，写给她后来称之为《爱欲三部曲》（Trilogie der Leidenschaft）的诗歌，包括著名的《玛丽亚温泉哀歌》。乌尔丽克后来承认她不准备结婚，并愤怒地否认与歌德有联系。她一生未婚，95岁时死于波希米亚的Třebívlice城堡，母亲去世后继承了该城堡。